# Mogens Nielsen (håndboldspiller)
 For alternative betydninger, se Mogens Nielsen. (Se også artikler, som begynder med Mogens Nielsen)
Mogens Vildur Nielsen (født 11. maj 1927 i Søllerød, død 15. januar 2010 i Degerfors, Sverige) var i sin aktive karriere som håndboldspiller bl.a. med på det hold fra HG, som vandt det danske mesterskab i håndbold 1955-56. Han spillede 15 landskampe for Danmark i perioden 1946-1958 og scorede i disse 15 mål.